# 葡萄牙國家男子籃球隊
葡萄牙國家籃球隊是葡萄牙的國家男子籃球隊。葡萄牙並不是一個籃球強國，從未參加過奧運會和世界籃球錦標賽的比賽。葡萄牙在1951年參加過一次歐洲籃球錦標賽。2007年，他們時隔56年再次參加歐洲籃球錦標賽。2011年，葡萄牙也成功參加了歐洲籃球錦標賽。